# Karin Wallgren-Lundgren
Karin Elisabeth Wallgren-Lundgren z domu Wallgren (ur. 19 maja 1944 w Göteborgu) – szwedzka lekkoatletka, sprinterka, halowa mistrzyni Europy z 1967, dwukrotna olimpijka.
Wystąpiła w biegu na 200 metrów i biegu na 400 metrów na mistrzostwach Europy w 1966 w Budapeszcie, w obu konkurencjach odpadając w półfinałach.
Zdobyła dwa medale na europejskich igrzyskach halowych w 1967 w Pradze: złoty w biegu na 400 metrów (wyprzedziła Lię Louer z Holandii i Ljiljanę Petnjarić z Jugosławii) oraz srebrny w biegu na 50 metrów (przegrała z |Margit Nemesházi z Węgier, a wyprzedziła Galinę Bucharinę ze Związku Radzieckiego).
Odpadła w półfinale biegu na 400 metrów i eliminacjach biegu na 200 metrów na igrzyskach olimpijskich w 1968 w Meksyku. Na mistrzostwach Europy w 1969 w Atenach zajęła 5. miejsce w finale biegu na 400 metrów, 6. miejsce w sztafecie 4 × 400 metrów, a szwedzka sztafeta 4 × 100 metrów z jej udziałem zakwalifikowała się do finału, lecz w nim nie wystąpiła.
Wallgren-Lundgren zajęła 4. miejsce w biegu na 400 metrów na halowych mistrzostwach Europy w 1970 w Wiedniu. Na mistrzostwach Europy w 1971 w Helsinkach zajęła 6. miejsce w sztafecie 4 × 400 metrów, 8. miejsce w sztafecie 4 × 100 metrów, a także odpadła w półfinale biegu na 400 metrów i eliminacjach biegu na 200 metrów. Odpadła w ćwierćfinale biegu na 400 metrów oraz eliminacjach sztafet 4 × 100 metrów i 4 × 400 metrów na igrzyskach olimpijskich w 1972 w Monachium.
Wallgren-Lundgren była również wicemistrzynią w biegu na 100 metrów i biegu na 200 metrów w mistrzostwach nordyckich w 1965.
Była mistrzynią Szwecji w biegu na 100 metrów w latach 1966 i 1968–1971, w biegu na 200 metrów w latach 1962, 1965, 1966, 1968–1970 i 1972 oraz w biegu na 400 metrów w latach 1966 i 1968–1972, a w hali mistrzynią w biegu na 60 metrów w 1967 oraz w biegu na 400 metrów w 1967 i 1970
Dwukrotnie poprawiała rekord Szwecji w biegu na 100 metrów do czasu 11,5 s (17 lipca 1967 w Oslo), sześciokrotnie w biegu na 200 metrów do czasu 23,3 s (16 sierpnia 1970 w Växjö), sześciokrotnie w biegu na 400 metrów do czasu 52,8 s (3 lipca 1970 w Zurychu), trzykrotnie w sztafecie 4 × 100 metrów do czasu 45,30 s (14 sierpnia 1971 w Helsinkach) i dwukrotnie w sztafecie 4 × 400 metrów do czasu 3:32,62 (9 września 1972 w Monachium).